# Anni-Maija Finckeová
Anni-Maija Finckeová (* 12. prosince 1984, Tampere ) je finská reprezentantka v orientačním běhu. Mezi její největší úspěchy na mezinárodní scéně patří stříbrná medaile ze štafetových závodů na mistrovství Evropy 2010 v bulharském Primorsku. V současnosti běhá za finský klub Tampereen Pyrintö.

## Sportovní kariéra
| Přehled úspěchů na Mistrovství světa | Přehled úspěchů na Mistrovství světa | Přehled úspěchů na Mistrovství světa | Přehled úspěchů na Mistrovství světa | Přehled úspěchů na Mistrovství světa |
| Mistrovství světa                    | Sprint                               | Middle                               | Long                                 | Štafety                              |
| ------------------------------------ | ------------------------------------ | ------------------------------------ | ------------------------------------ | ------------------------------------ |
| Aichi 2005                           | X                                    | 5. místo                             | X                                    | X                                    |
| Aarhus 2006                          | 13. místo                            | 7. místo                             | X                                    | X                                    |
| Miskolc 2009                         | 6. místo                             | X                                    | 7. místo                             | X                                    |
| Trondheim 2010                       | 8. místo                             | 6. místo                             | X                                    | 1. místo                             |
| Savojsko 2011                        | 6. místo                             | X                                    | 6. místo                             | 1. místo                             |

| Přehled úspěchů na Mistrovství Evropy | Přehled úspěchů na Mistrovství Evropy | Přehled úspěchů na Mistrovství Evropy | Přehled úspěchů na Mistrovství Evropy | Přehled úspěchů na Mistrovství Evropy |
| Mistrovství Evropy                    | Sprint                                | Middle                                | Long                                  | Štafety                               |
| ------------------------------------- | ------------------------------------- | ------------------------------------- | ------------------------------------- | ------------------------------------- |
| Primorsko 2010                        | 13. místo                             | X                                     | 10. místo                             | 2. místo                              |

| Přehled úspěchů na Mistrovství světa juniorů | Přehled úspěchů na Mistrovství světa juniorů | Přehled úspěchů na Mistrovství světa juniorů | Přehled úspěchů na Mistrovství světa juniorů | Přehled úspěchů na Mistrovství světa juniorů |
| Mistrovství světa juniorů                    | Sprint                                       | Middle                                       | Long                                         | Štafety                                      |
| -------------------------------------------- | -------------------------------------------- | -------------------------------------------- | -------------------------------------------- | -------------------------------------------- |
| Põlva 2003                                   | X                                            | 7. místo                                     | 2. místo                                     | X                                            |
| Gdynia 2004                                  | X                                            | 3. místo                                     | 7. místo                                     | 2. místo                                     |